# Поглед кон цветната градина
 (енгл. A View to a Flower Garden) је четврти албум македонског састава Мизар објављен крајем 2007. године. 